# Одноелектронний транзистор

Енергетичні рівня джерела, острівка та стока (зліва направо) в одноелектронному для стану блокування (верхня частина) та стану пропускання (нижня частина).

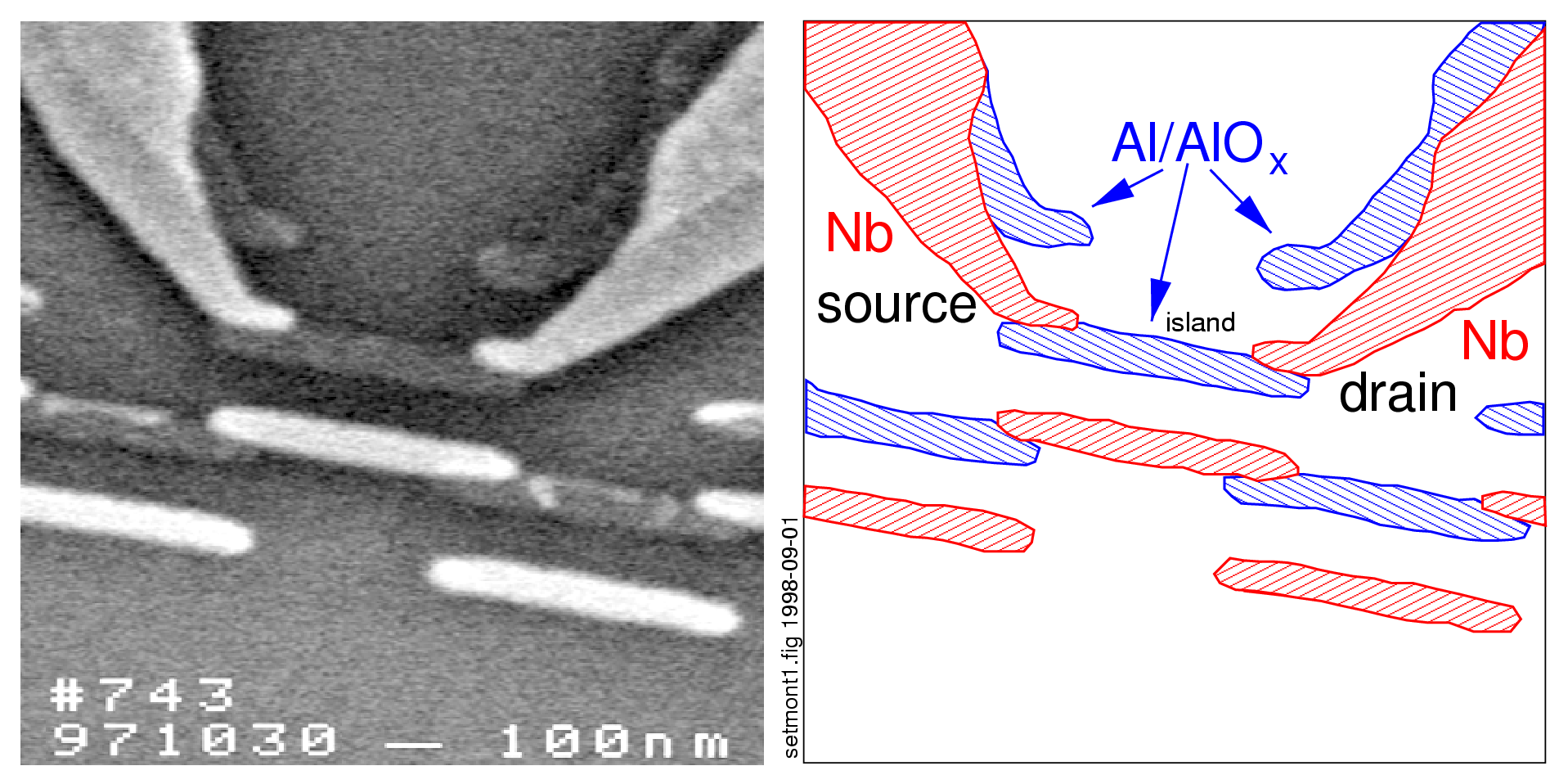
Одноелектронний транзистор з контактом із ніобію та острівком із алюмінію.

Одноелектронний транзистор (англ. Single electron transistor (SET)) — найпростіший прилад, в якому спостерігається явище кулонівської блокади. Він складається із двох тунельних переходів, які розділяють один спільний електрод з малою ємністю, і котрий називається острівцем. Електричний потенціал цього острівця може змінюватися за допомогою третього електрода (затвора), який ємнісно зв'язаний з островом. Вольт-амперні характеристики (ВАХ) модулюються між максимумом та мінімумом кулонівською блокадою, із періодичністю одного електричного заряду, тобто зарядом індукованим на острівці.
В заблокованому стані немає доступних рівнів енергії всередині області тунелювання (червона) на контакті джерела. Всі енергетичні рівні на електроді острівця з меншими енергіями окуповані електронами.
Енергетичні рівні острівця знижуються коли до електрода затвора прикладається додатна напруга. Електрон (зелена 1) може тунелювати на острівець (2), на попередньо вакантний енергетичний рівень. Звідси він може тунелювати на електрод стоку (3.), де непружно розсіюється і досягає рівня Фермі на ньому.
Енергетичні рівні електрода острівця є рівновіддаленими з відстанню {\displaystyle \Delta E} між ними. {\displaystyle \Delta E} — енергія необхідна електрону для досягнення острівця, котрий діє як самоємність {\displaystyle C}. Чим нижча ємність {\displaystyle C}, тим більша {\displaystyle \Delta E}. Слід відзначити, що {\displaystyle \Delta E} повинна бути більшою за енергію теплових флюктуацій {\displaystyle k_{B}T}, оскільки в протилежному випадку під дією температури електрон із електрода джерела може завжди зайняти вільний енергетичний рівень на електроді острівця, і ніякого блокування не буде.

## Елементарна теорія роботи
Одноелектронний транзистор містить два тунельні переходи. Фоновий заряд діелектрика, в якому знаходиться острівець {\displaystyle q_{0}}, {\displaystyle n_{1}}
Та {\displaystyle n_{2}}- позначають числа електронів, що тунелюють відповідно через перший та другий тунельні переходи.
Відповідні заряди на першому та другому тунельних переходах і на острівці можна записати як:
{\displaystyle q_{1}=C_{1}V_{1},q_{2}=C_{2}V_{2},} та {\displaystyle q=q_{2}-q_{1}+q_{0}=-ne+q_{0},}
де {\displaystyle C_{1}} та {\displaystyle C_{2}} паразитні ємності витоку тунельних переходів. Враховуючи співвідношення {\displaystyle V_{b}=V_{1}+V_{2}}, можна отримати такі значення напруг на тунельних переходах:
{\displaystyle V_{1}={\frac {C_{2}V_{b}+ne-q_{0}}{C_{\Sigma }}},} {\displaystyle V_{2}={\frac {C_{1}V_{b}-ne+q_{0}}{C_{\Sigma }}}} де {\displaystyle C_{\Sigma }=C_{1}+C_{2}}
Електростатична енергія подвійного з'єднання тунельних переходів буде:
{\displaystyle E_{C}={\frac {q_{1}^{2}}{2C_{1}}}+{\frac {q_{2}^{2}}{2C_{2}}}={\frac {C_{1}C_{2}V_{b}^{2}+(ne-q_{0})^{2}}{2C\Delta }}.}
Робота виконана при тунелюванні електронів через перший та другий переходи буде відповідно:
{\displaystyle W_{1}={\frac {n_{1}eV_{b}C_{2}}{C_{\Delta }}}} та {\displaystyle W_{2}={\frac {n_{2}eV_{b}C_{1}}{C_{\Delta }}}}
Враховуючи стандартне визначення вільної енергії у вигляді:
{\displaystyle F=E_{\Delta }-W} де
{\displaystyle E_{\Sigma }=E_{C}=\Delta E_{F}+E_{N},}
знаходимо вільну енергію одноелектронного транзистора:
{\displaystyle F(n,n_{1},n_{2})=E_{C}-W={\frac {1}{C_{\Sigma }}}{\big (}{\frac {1}{2}}C_{1}C_{2}V_{b}^{2}+(ne-q_{0})^{2}+eV_{b}C_{1}n_{2}+C_{2}n_{1}{\big )}}
Для подальшого розгляду необхідно знати зміну вільної енергії при нульових температурах на обох тунельних переходах:
{\displaystyle \Delta F_{1}^{\pm \;}=F(n\pm \;1,n_{1}\pm \;1,n_{2})-F(n,n_{1},n_{2})={\frac {e}{C_{\Sigma }}}{\big [}{\frac {e}{2}}\pm \;(V_{b}C_{2}+ne-q_{0}){\big ]}}
{\displaystyle \Delta F_{2}^{\pm \;}=F(n\pm \;1,n_{1},n_{2}\pm \;1\pm \;1)-F(n,n_{1},n_{2})={\frac {e}{C_{\Sigma }}}{\big [}{\frac {e}{2}}\pm \;(V_{b}C_{1}-ne+q_{0}){\big ]}}
Ймовірність тунельного переходу тоді буде високою, коли зміна вільної енергії буде негативна. Основний член у приведених вище виразах і обумовлює позитивне значення {\displaystyle \Delta F} до тих пір, поки прикладена напруга {\displaystyle V_{b}} не перевершить порогове значення, яке залежить від найменшої із ємностей. В загальному випадку для незарядженого острівця {\displaystyle (n=0,q_{0}=0)} для симетричних переходів {\displaystyle (C_{1}=C_{2}=C} маємо умову
{\displaystyle V_{th}=|V_{b}|\geq \;{\frac {e}{2C}}} (тобто порогова напруга зменшується в два рази в порівнянні із одним переходом).
При нульовому значенні прикладеної напруги, рівень Фермі на металевих електродах буде знаходитися всередині енергетичної щілини. При підвищенні напруги до порогового значення виникає тунелювання зліва направо, а при підвищенні оберненої напруги вище порогової виникає тунелювання справа наліво.
Існування Кулонівської блокади можливо чітко бачити на ВАХ одноелектронного транзистора (струм стока від напруги на затворі). При низьких (по абсолютному значенні) напругах на затворі струм стока буде рівний нулю, а при підвищенні напруги вище порога переходи ведуть себе подібно до омічного опору (випадок однакової проникності переходів) і струм лінійно зростає.
Тут необхідно відмітити, що фоновий заряд в діелектриці може не тільки зменшити, але і повністю заблокувати Кулонівську блокаду {\displaystyle q_{0}=\pm \;(0.5+m)e}.
У випадку, коли проникність тунельних бар'єрів сильно відрізняється {\displaystyle R_{T1}\gg \;R_{T2}=R_{T}}, то виникає ступіньчата ВАХ одноелектронного транзистора.
Електрон тунелює на острівець через перший перехід і утримується на ньому, внаслідок високого значення тунельного опору другого переходу. Через деякий проміжок часу електрон тунелює через другий перехід, проте цей процес тригерним чином викликає тунелювання другого електрону на острівець через перший перехід. Тому протягом більшого проміжку часу острівець заряджений з перевищенням одного заряду. Для випадку із оберненою залежністю проникностей {\displaystyle R_{T1}\ll \;R_{T2}=R_{T}}, острівець буде не заселений і його заряд буде зменшуватися ступіньчато. Тільки тепер можна зрозуміти принцип роботи одноелектронного транзистора. Його еквівалентну схему можна подати у вигляді послідовного з'єднання двох тунельних переходів, до точки з'єднання яких добавлений ще один управляючий електрод (затвора), який з'єднаний із острівцем через ємність управління {\displaystyle (C_{g})}. Електрод затвора може змінювати фоновий заряд в діелектриці, оскільки затвор додатково поляризує острівець так, що заряд острівця стає рівним величині:
{\displaystyle q=-ne+q_{0}+C_{g}(V_{g}-V_{2}).}
Підставляючи це значення в знайдені вище формули, знаходимо нові значення для напруг на переходах:
{\displaystyle V_{1}={\frac {(C_{2}+C_{g})V_{b}-C_{g}V_{g}+ne-q_{0}}{C_{\Sigma }}}},
{\displaystyle V_{2}={\frac {C_{1}V_{b}+C_{g}V_{g}-ne+q_{0}}{C_{\Sigma }}}},
де {\displaystyle C_{\Sigma }=C_{1}+C_{2}+C_{g}}.. Електростатична енергія повинна включати в себе енергію, збережену на конденсаторі затвора, а робота виконана напругою на затворі, повинна бути врахована у вільній енергії:
{\displaystyle \Delta F_{1}^{\pm \;}={\frac {e}{C_{\Sigma }}}{\big [}{\frac {e}{2}}\pm \;V_{b}(C_{2}+C_{g})-V_{g}C_{g}+ne+q_{0}{\big ]}}
{\displaystyle \Delta F_{2}^{\pm \;}={\frac {e}{C_{\Sigma }}}{\big [}{\frac {e}{2}}\pm \;V_{b}C_{1}+V_{g}C_{g}-ne+q_{0}{\big ]}}
При нулі температур тільки переходи із негативною вільною енергією дозволені, {\displaystyle \Delta F_{1}<0}, або {\displaystyle \Delta F_{2}<0}. Ці умови можуть бути використані для знаходження областей стабільності у {\displaystyle V_{b}-V_{g}}- площині.
При збільшенні напруги на електроді затвора, коли напруга живлення підтримується нижче Кулонівської блокади {\displaystyle V_{b}<e/C_{\Sigma }}, тоді вихідний струм стока буде осцилювати із періодом {\displaystyle e/C_{\Sigma }}. Ці області відповідають врізанням в області стабільності. Тут необхідно відмітити, що осциляції тунельного струму протікають в часі, а осциляції в двох послідовно з'єднаних переходах мають періодичність по управляючій напрузі затвора. Збільшення напруги живлення збільшують ширину осциляцій, тому що області, де протікання струму дозволено, ростуть за рахунок областей, що лишилися в Кулонівській блокаді електронів. Теплове розширення осциляцій росте із зростом температури в значній мірі.